# Walery Brochocki

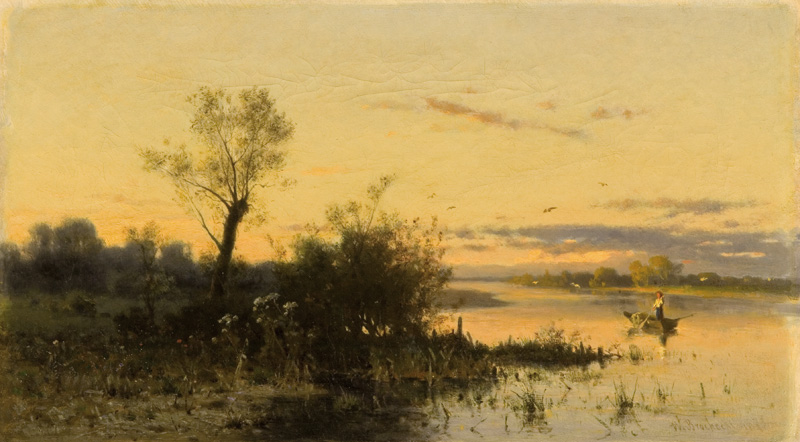
Pejzaż z łódką (1873)

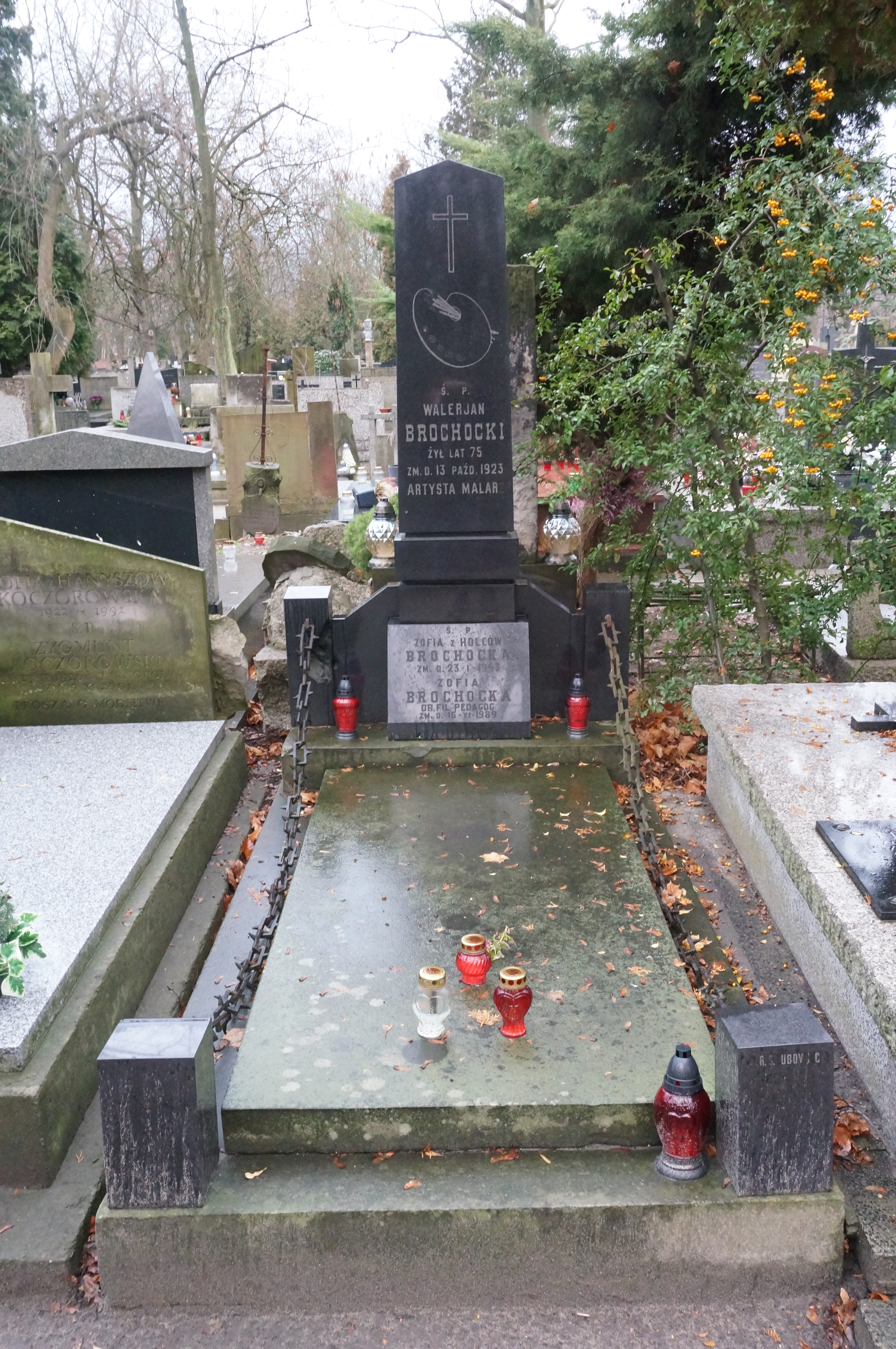
Grób Walerego Brochockiego na cmentarzu Powązkowskim

Walery Brochocki (ur. 15 grudnia 1847 we Włocławku, zm. 13 października 1923 w Warszawie) – polski malarz-pejzażysta.

## Życiorys
W wieku dziesięciu lat po śmierci ojca rozpoczął naukę w moskiewskiej Szkole Kadetów, zrezygnował jednak z kariery w wojsku carskim i w roku 1866 rozpoczął studia w warszawskiej Szkole Rysunkowej pod kierunkiem Chrystiana Breslauera.
W roku 1869 rozpoczął studia malarskie w Akademii Sztuk Pięknych w Monachium u Adolfa Heinricha Liera oraz Hermanna Anschütza (w październiku 1869 r. zgłosił się do Naturklasse: immatrykulacja 12 X 1869 r.).
Uczestniczył w salonach malarskich w Monachium. Na Wystawie Światowej w Wiedniu 1873 otrzymał srebrny medal za obraz „Obóz Cygański”. W roku 1877 zamieszkał w Paryżu, gdzie poświęcił się malowaniu krajobrazów okolic tego miasta. W jego dziełach z tego okresu widoczne są wpływy malarstwa Charles-François Daubigny. W następnym roku na zlecenie francuskiego Towarzystwa Kolonialnego udał się do Algieru w celu namalowania panoramy miasta.
W roku 1888 zamieszkał na stałe w Warszawie, odwiedzając w poszukiwaniu motywów malarskich Podole, Besarabię i Litwę.
Wystawiał swoje obrazy w Towarzystwie Zachęty Sztuk Pięknych w Warszawie oraz w Towarzystwie Przyjaciół Sztuk Pięknych w Krakowie.
Reprodukcje obrazów Walerego Brochockiego ukazywały się w warszawskich tygodnikach ”Kłosy” i ”Wędrowiec”. W „Kłosach” opublikował artykuł poświęcony Puszczy Białowieskiej.
W ostatnich latach życia był członkiem grupy Pro Arte. Pochowany na cmentarzu Powązkowskim w kwaterze 90 rząd 1 grób 17.